# Michel von Derenburg
Michel von Derenburg (* im 15. Jahrhundert in Derenburg; † 17. Mai 1549 in Berlin) war ein deutsch-jüdischer brandenburgischer Hoffaktor unter Joachim II.

## Leben
Michel stammte aus Derenburg bei Halberstadt, das zur Grafschaft v. Regenstein (Rheinstein) gehörte. Um 1520 stand er im Dienst des Herzogs Heinrich des Jüngeren von Braunschweig-Wolfenbüttel, kämpfte aber gleichzeitig in der Hildesheimer Stiftsfehde als Söldner auf der Gegenseite. 1523 wurde er vorübergehend in Schöningen inhaftiert. Anschließend diente er Herzog Erich dem Älteren von Calenberg. 
Darauf wirkte er als Geldverleiher in Mitteldeutschland, darunter für die Harzgrafen und die Herzöge von Braunschweig-Lüneburg, ab 1530 auch für Gebhard von Mansfeld. Zeitweilig wohnte er mit Frau und Kindern in Hannover, wo er ein Haus besaß, reiste aber viel umher bis nach Prag, Wien, Liegnitz, Posen und Wilna. 1535 nahm König Ferdinand I. ein Darlehen von 2000 Gulden gegen Schuldscheine auf. 1538 zog er nach Fürth, als ihm Georg von Brandenburg-Ansbach einen Geleitbrief auf neun Jahre für seine Familie erteilt hatte. Mit Graf Ulrich v. Regenstein kam es zum Streit, der bis vor das Reichskammergericht ging, ohne dort entschieden zu werden.
Im Jahr 1542 ließ der klamme Kurfürst Joachim II. in Brandenburg wieder Juden zu, worauf bereits 1543 Michael nach Berlin zog und bis zum Tod dort als erster offizieller Hofjude Geschäfte betrieb. Joachim hoffte mit der Hilfe des „Dieners und Getreuen“ sich zu entschulden und schenkte ihm ein Haus am früheren Kornmarkt, 1544 erlaubte er den Umzug nach Frankfurt (Oder). An beiden Orten gab es keine jüdische Gemeinde, mit der er sich verflechten konnte. Als die Ehefrau einer Brunnenvergiftung bezichtigt wurde, befahl Joachim II. der Stadt Frankfurt, Familie und Haus vor allem „Aufruhr und Schaden“ zu schützen. 
Am 23. April 1549 wurde Michael auf einer Reise von Lebus nach Berlin mit einem hohen Geldbetrag bei Frankfurt/O. überfallen und nach Sachsen entführt. Die Entführer konnten bald festgenommen werden und wurden am 17. Mai in Torgau hingerichtet. Am selben Tag stürzte Michael auf der Treppe seines Berliner Hauses zu Tode, was in der Berliner Bevölkerung zu abergläubischen Spekulationen führte. Der Kurfürst hatte zwar noch hohe Schulden bei ihm, doch ließ er im April 1551 die Witwe und Kinder ausweisen. Sie ging unter Mitnahme ihrer Habseligkeiten, aber ohne „Abzugsgeld“ nach Prag. Doch in den Jahren 1558/59 machte die Witwe wieder Geldgeschäfte mit dem Kurfürsten. Der Nachfolger in Berlin wurde Lippold Ben Chluchim, der auch Münzmeister wurde.
Der „reiche Michel“ fuhr auch schon einmal zwölfspännig und mit vielen Dienern vor, wodurch selbst Martin Luther, „Von Michel Juden tode“ (LW 47,270), beeindruckt war. „Es solle ein Reicher Jüde itzt auff dem Lande reiten mit zwelff Pferden und wuchert Fürsten, Herrn, Land und Leute aus, dass grosse Herrn scheel dazu sehen.“ Seine weitreichenden Beziehungen als Berater und Vermittler hoher Kreditsummen machten ihn für seine vielen Kunden wichtig.